# Reparto (scout)
Il reparto (in alcune associazioni riparto) è quell'unità dello scautismo che riunisce un numero variabile di pattuglie o squadriglie, formate da ragazzi (esploratori) e/o ragazze (guide o esploratrici) aventi solitamente un'età compresa fra gli 11/12 e i 15/16 anni. Raramente è possibile trovare anche pattuglie miste, cioè composte da ragazzi e ragazze insieme.
Dalle iniziali di esploratori e guide deriva il nome di "Branca E/G", che come fascia d'età si colloca fra la branca lupetti/coccinelle (L/C) e rover/scolte (R/S).

## Terminologia italiana
Robert Baden-Powell, il fondatore dello scautismo, utilizzò il termine "troop" per indicare le unità di esploratori e "company" per quelle di guide, poiché all'inizio esistevano due movimenti separati per sesso.
I Ragazzi Esploratori Italiani (REI, primissima associazione scout italiana) ed il Corpo Nazionale dei Giovani Esploratori Italiani (l'attuale CNGEI, nato poco dopo il REI) tradussero "troop" con "reparto". L'Associazione scouts cattolici italiani (ASCI) preferì invece "riparto", poiché riteneva che il primo termine avesse una connotazione troppo militarista e probabilmente anche per differenziarsi dal CNGEI; l'ASCI fu poi seguita in questa decisione dall'Associazione guide italiane (AGI). Quando ci fu la fusione fra queste due, l'Associazione Guide e Scouts Cattolici Italiani (AGESCI) mutò il nome in "reparto". Il termine "riparto" fu mantenuto invece dagli Scouts d'Europa (AIGSEC-FSE) e successivamente da altre associazioni che si rifanno ad alcuni aspetti della tradizione ASCI.

## Organizzazione
Il reparto è "un insieme di pattuglie/squadriglie" e non viceversa. Ciò significa che esse sono l'elemento fondante. Il reparto, infatti, per quanto riguarda la parte strettamente tecnica e non quindi per l'aspetto educativo e pedagogico, viene gestito congiuntamente da uno staff di capi adulti e dai capi pattuglia o capi squadriglia, ovvero ragazzi e/o ragazze più grandi e con più esperienza. 
Nelle unità monosessuate il capo responsabile è un adulto dello stesso sesso dei/lle ragazzi/e; nelle unità miste, invece, ci può essere un solo capo nelle associazioni in cui è prevista la coeducazione oppure due persone di sesso diverso dove c'è la diarchia. Nelle associazioni di fede cattolica è altresì previsto che ne faccia parte anche un assistente ecclesiastico.
Normalmente un reparto può avere da due a sei pattuglie, con un totale fra i/le 10 e i/le 36 ragazzi/e. 
Generalmente, inoltre, possono esistere due tipi di reparto: terrestre o nautico. La differenza principale sta nel genere di attività svolte e nelle tecniche imparate, che possono essere legate ad un diverso tipo di ambiente. Ciò significa che i nautici fanno attività in mare, fiumi o laghi, mentre i terrestri preferiscono la natura di montagne, colline, boschi ecc. In alcune associazioni sono previsti indumenti e colori differenziati dell'uniforme scout a seconda dell'ambientazione.

## Organi del reparto

### Consiglio della legge
Il consiglio della legge è un organo decisionale a cui partecipano tutti (esploratori/trici/guide e capi) e dove si discute del cammino del reparto, della pattuglia e dei singoli, anche con riferimento alle progressioni personali. Serve inoltre a verificare periodicamente o in seguito ad avvenimenti particolari, il comportamento del reparto nel suo insieme e dei suoi componenti, alla luce della legge e della promessa scout.

### Alta pattuglia
L'alta pattuglia/squadriglia include i/le ragazzi/e più grandi che, a seconda dell'associazione, possono essere quelli dell'ultimo anno oppure i capi e vice capi, a prescindere dalla loro progressione personale. Vive momenti specifici extra, con attività supplementari a quelle normali del reparto, più adeguate alla fascia d'età più alta.

### Consiglio dei capi pattuglia
Un organo molto importante è la riunione dei capi pattuglia/squadriglia con i capi reparto, che prende nomi diversi a seconda dell'associazione di appartenenza: consiglio capi, consiglio di reparto, plancia ecc. Al suo interno si verificano le attività fatte, si propongono quelle future, si parla della situazione interna delle pattuglie e si prendono decisioni importanti.

### Corte d'Onore
La corte d'Onore è normalmente composta dal capo reparto e dai capi pattuglia e si occupa di affari di "straordinaria amministrazione" alla luce della legge scout come: conferire riconoscimenti, risolvere problemi anche di carattere disciplinare, decidere i programmi di lavoro, i campi, le nomine (capi pattuglia successivi, progressione personale ecc.), le ricompense e le sanzioni. Prevista da Baden-Powell, negli anni è stata abolita in molte associazioni.

## Simbolo
Un reparto nella sua interezza si contraddistingue dal proprio guidone o fiamma, ovvero un alpenstock su cui è legata una bandierina con i colori del fazzolettone di gruppo, su cui sono cuciti vari elementi caratteristici dell'associazione di appartenenza.

## Attività tipiche
L'ambientazione tipica del reparto è l'avventura in cui i/le ragazzi/e svolgono le attività prevalentemente all'aria aperta, a contatto con l'ambiente e con la natura, imparando a cavarsela da soli in ogni circostanza e ad essere autonomi. Queste attività sono:
- la riunione, generalmente della durata di un paio d'ore, in cui si gioca, si imparano le tecniche scout, si verificano le attività, si fanno lavori manuali ecc.
- l'uscita di un giorno, con cadenza almeno mensile
- il bivacco, ovvero un'uscita con un pernottamento, da fare possibilmente ogni 4-5 settimane
- campetto breve (invernale) e campo estivo